# Guerao Abarca Luna
Guerao Abarca Luna (Biescas, c. 1320 - Biescas, c. 1364). Jefe de la rama troncal de los Abarca y Señor de Gavín, desde la muerte de su padre en 1357, hasta su muerte en torno a 1364.

## Biografía
Guerao fue el hijo primogénito y sucesor de Pedro Abarca Puigvert, señor de Gavín y su esposa Teresa de Luna Alagón. 
A lo largo de su vida aparece documentado en numerosas ocasiones en las escrituras de la Cancillería real, donde verificamos una evolución en su estatus nobiliario, pues desde que comienza a aparecer en la documentación en 1348 (siendo todavía un joven), hasta 1357 (cuando fallece su padre), es nombrado como escudero.Pero desde ese año, en que se convierte en señor de su Casa y linaje por la sucesión de su padre en el señorío de Gavín, hasta su muerte, su tratamiento se eleva al de una persona cercana al rey: "dilecto nostro", "al amado nuestro".
Estuvo siempre al servicio del rey Pedro IV, y acudió a numerosos llamamientos reales: a la campaña de Cerdeña de 1354,a las Cortes de Cariñena de 1357,a las de Zaragoza de 1360, y a las de  Monzón de 1362,donde el rey pidió ayuda para la Guerra de los Dos Pedros, en la que Guerao fue convocado como caballero,junto a un joven Rui Pérez Abarca, probablemente su hijo, que también fue convocado, pero a sueldo (pro dineriis), lo que denotaba la diferencia en el escalafón nobiliario entre ambos. 
Guerao aparece documentado por última vez el 7 de junio de 1364, cuando es convocado a unas nuevas Cortes en Zaragoza, como "Dilecto nostro heredi Geraldi Avarca". Es probable que falleciera poco después.

## Matrimonios e hijos
Contrajo matrimonio con Eufemia López de Gurrea con quien otorgó testamento el 10 de marzo de 1347. No existen fuentes coetáneas que confirmen la descendencia del matrimonio, pero de la sucesión en el señorío y otras fuentes más recientes, puede afirmarse que tuvieron los siguientes hijos:
- Rui Pérez Abarca, sucesor en el señorío de Gavín, y probablemente el primogénito del matrimonio;

- Lope Abarca, quien aparece en una capitulación matrimonial de 1401 como señor de Gavín,[13] por lo que podría ser un hijo menor del matrimonio, asociado con su hermano mayor en el gobierno del señorío;

- Guiralt Abarca Gurrea, que contrajo matrimonio con Leonor Jiménez de Aragüás, con quien tuvo a María Abarca, casada con su pariente Rodrigo Abarca Acín.[14]